# (3769) Arthurmiller
(3769) Arthurmiller es un asteroide perteneciente al cinturón de asteroides, descubierto el 30 de octubre de 1967 por Luboš Kohoutek y el astrónomo A. Kriete desde el Observatorio de Hamburgo-Bergedorf, Hamburgo, Alemania.

## Designación y nombre
Designado provisionalmente como 1967 UV. Fue nombrado Arthurmiller en honor al escritor estadounidense Arthur Miller.